# زبان ماجهی
زبان ماجهی زبانی هندوآریایی است که در نپال و نیز ایالت سیکیم هند گویشورانی دارد. در هندوستان برای نگارش آن از خط دیواناگری بهره‌می‌برند.